# Elecciones estatales de Penang de 1955
Las elecciones al Consejo Legislativo Estatal de Penang tuvieron lugar el 19 de febrero del mencionado año con el objetivo de elegir 14 concejales que resultarían ser los primeros representantes electos del Estado de Penang como parte de la Federación Malaya. Tras la independencia de la Federación el 31 de agosto de 1957, los concejales electos investirían a un Ministro Principal, que sería el jefe de gobierno del estado federado. Fueron los únicos comicios penanguitas que no se realizaron al mismo tiempo que las elecciones federales. El día de la nominación de candidatos fue el 13 de enero, por lo que la campaña duró poco más de un mes.
El resultado fue una abrumadora victoria para el Partido de la Alianza, coalición compuesta por la Organización Nacional de los Malayos Unidos (UMNO), la Asociación China de Malasia (MCA), y el Congreso Indio de Malasia (MIC), que obtuvo el 76.08% de los votos y la totalidad de los 14 escaños, 4 de ellos ganados sin oposición el día de la nominación. Sus principales rivales fueron el Partido Laborista, que quedó segundo con el 11.32% de los votos, el Partido Nacional, con el 6.81%, y varias candidaturas independientes, con el 5.79% restante. Wong Pow Nee fue elegido Ministro Principal tras la independencia en 1957.

## Resultados
|  | 31.69 % |

|  | 35.71 % |

|  | 27.28 % |

|  | 50.00 % |

|  | 17.11 % |

|  | 14.29 % |

|  | 76.08 % |

|  | 100.00 % |

|  | 11.32 % |

|  | 0.00 % |

|  | 6.81 % |

|  | 0.00 % |

|  | 5.79 % |

|  | 0.00 % |

|  | 96.30 % |

|  | 3.70 % |

|  | 100.00 % |

|  | 79.57 % |